# Habenaria batesii
Espèce
Synonymes
- Habenaria batesii la Croix la Croix (préféré par UICN)[2]
- Habenaria praetermissa la Croix[1]
- Podandriella batesii (la Croix) Szlach. & Olszewski[1] [2]

Statut de conservation UICN

 EN B2ab(iii) : En danger
Habenaria batesii la Croix est une espèce de plantes de la famille des Orchidaceae et du genre Habenaria. Elle est endémique du Cameroun. L'espèce a été décrite en octobre 1895 à partir d'une collecte à Efulen, situé près d'Ebolowa, sur la route qui lie Lolodorf à Ebolowa dans la région du Sud au Cameroun. 
En octobre 2001, Ben Pollard a ensuite collecté un spécimen de l'espèce à Enyandong (Bangem) et sur les Monts Bakossi dans la région du Sud-Ouest. En raison de la croissance démographique et du développement de l'agriculture des lieux de présence de l'espèce, elle est classée en danger critique d'extinction selon le critère B de l'UICN.

## Étymologie
Son épithète spécifique batesii rend hommage au naturaliste américain George Latimer Bates, collecteur de plantes au sud du Cameroun à la fin du XIXe siècle.